# Rogaska Challenger
Il Rogaska Challenger è stato un torneo professionistico di tennis giocato su campi in sintetico indoor. Faceva parte dell'ATP Challenger Series. Si giocava annualmente a Rogaška in Slovenia.

## Albo d'oro

### Singolare
| Anno | Campione            | Finalista          | Punteggio |
| ---- | ------------------- | ------------------ | --------- |
| 1993 | Evgenij Kafel'nikov | Hendrik Jan Davids | 7–6, 6–2  |
| 1994 | Frederik Fetterlein | Radomír Vašek      | 6–3, 6–4  |

### Doppio
| Anno | Campioni                  | Finalisti                     | Punteggio |
| ---- | ------------------------- | ----------------------------- | --------- |
| 1993 | Gilad Bloom Fernon Wibier | Karol Kučera Marián Vajda     | 6–3, 6–2  |
| 1994 | Jan Kodeš Tomáš Anzari    | Barry Cowan Andrew Richardson | 6–4, 6–3  |